# Brighter Death Now
Brighter Death Now est un one-man band suédois de death industriel, originaire de Linköping.

## Histoire
Roger « Karmanik » Karlsson, musicien post-industriel et gérant du label Cold Meat Industry forme Brighter Death Now en 1989 en tant que projet solo. Il déclare que le projet représentait une facette de sa personnalité qui l'aidait à surmonter des phases de dépression. Les apparitions du projet, comme lors du Wave-Gotik-Treffen 2003, 2007 et 2012, sont jugées « bizarres ».
Les publications de Brighter Death Now sont principalement parues sur son propre label. Innerwar est considéré par Piero Scaruffi comme la meilleure sortie de Brighter Death Now. D'autres albums comme Necrose Evangelicum sont également considérés comme des sorties essentielles du death industriel. Conformément à la renommée du groupe et du label, Richard Stevenson  décrit Karlsson comme le « parrain de la musique industrielle ». Le concept de genre est également parti de Karlsson et de Brighter Death Now.

« Brighter Death Now, principal groupe de Roger Karmanik, patron de Cold Meat Roger [...], se dresse comme un rocc inflexible et s'affirme avec une power electronics dure et des passages death industriel bruitistes contre les vagues de musique de danse rhythm 'n' noize sans cervelle. »

— Marcus Stiglegger, dans une critique de Kamikaze Kabaret à propos de Brighter Death Now.
.

## Style musical et thème
L'orientation thématique du projet varie entre les contenus initiaux qui sont considérés comme la confrontation et la provocation par les extrêmes humains, l'ironie qui devient importante à partir d'Obsessis, les aspects d'une attitude anarchiste et les contenus qui servent à l'exploration de soi. La pure confrontation avec des éléments choquants, telle qu'elle est cultivée en particulier dans le power electronics, est abandonnée par le projet après la phase initiale, car pour Karlsson, il n'y aurait plus d'extrême qualifié pour cela grâce à Internet.
Le style musical de Brighter Death Now est principalement considérée comme un prototype de death industriel. Le chant varie entre des passages parlés déformés et des cris. La musique principalement électronique, composée de bruits, de vrombissements et de sons de machines, est perçue comme atmosphérique et menaçante. Le bourdonnement électronique est interrompu par des sons de synthétiseur aigus, des cris et des chuchotements. Pour les concerts en direct, Roger Karmanik fait souvent appel à des musiciens complémentaires.

« Karmanik se plaint et hurle à travers des cascades de bruit au grondement infernal et à la structure souvent monotone »

— Marcus Stiglegger dans une critique de Kamikaze Kabaret sur Brighter Death Now.
.
Piero Scaruffi distingue la musique entre les albums qui s'inspirent de l'industriel original comme Pain in Progress, les œuvres effrayantes influencées par la dark wave comme l'album Slaughterhouse Invitation, qui résonne de cris fantomatiques, de réverbérations et de bruits de machines menaçants, et les sorties noise comme May All Be Dead, caractérisées par le volume et le bruit blanc.

## Discographie

### Albums studio
- 1989 : Great Death (Cold Meat Industry)
- 1989 : Slaughterhouse Invitation (Sound Source)
- 1990 : Pain in Progress (Unclean Production/Cold Meat Industry)
- 1990 : Great Death (Cold Meat Industry)
- 1995 : Necrose Evangelicum (Cold Meat Industry)
- 1996 : Innerwar (Cold Meat Industry)
- 1998 : May All Be Dead (Cold Meat Industry)
- 2000 : Obsessis (Cold Meat Industry)
- 2001 : 1890 (Cold Meat Industry)
- 2005 : Kamikaze Kabaret (Cold Meat Industry)
- 2011 : Very Little Fun (Cold Meat Industry)
- 2014 : Payback (Familjegraven/Tesco Distribution)
- 2014 : With Promises of Death (Familjegraven)
- 2019 : No Decency (Selbstverlag)
- 2021 : All Too Bad - Bad to All (Tesco Distribution)
- 2022 : Everything is Gonna Be Alright (Cold Meat Industry)

### Démos
- 1989 : Temp Tations (Börft Records)

### Singles et EP
- 1996 : No Salvation/No Tomorrow (Anarchy + Violence)
- 1996 : Nordvinterdöd (Pain in Process)
- 1999 : Brighter Death Now (Xn Recordings)
- 2001 : Proceeded in Death (JINX)
- 2002 : Why (JINX)

### Albums live
- 2005 : Disobey (Live In Rostock 1997/2003) (Cold Meat Industry)
- 2009 : Where Dreams Come True (Cold Meat Industry)

### Compilations
- 1996 : Great Death I-II (Cold Meat Industry)
- 1996 : Great Death III (Cold Meat Industry)
- 1998 : Greatest Death (Cold Meat Industry)
- 2009 : Breaking Down Nihil (Der Angriff/Indiestate Distribution)

### Splits
- 2003 : A Celebration Of Misfortune (JINX, avec Slogun et Proiekt Hat)
- 2003 : Nunsploitation (JINX, avec Coph Nia)
- 2004 : Destroy (Anarchy + Violence, avec Proiekt Hat)
- 2005 : Feel – Bad (Xn Recordings, avec Proiekt Hat)